# Derek Pingel
Derek Pingel (ur. 15 stycznia 1958 w Toowoombie) – australijski kierowca wyścigowy, przedsiębiorca.

## Biografia
Urodził się jako jedno z dziewięciorga dzieci. Ukończył St Mary’s Catholic Convent oraz Lockyer District High School, a w 1977 roku zdał egzamin z wyróżnieniem ze stolarstwa i ciesielstwa. Dwa lata później natomiast ukończył z wyróżnieniem zaawansowany kurs budowlano-handlowy. W 1979 roku założył firmę Pingel Homes, zajmującą się projektowaniem i budową nieruchomości. W 1981 roku zadebiutował Elfinem 792 w wyścigowych mistrzostwach Australii. W 1985 roku zmienił pojazd na Cheetaha Mk8, zajmując trzecie miejsce w klasyfikacji Australijskiej Formuły 2 rok później. W 1987 roku był czwarty w mistrzostwach Australii. W sezonie 1988 rywalizował Raltem RT30, zdobywając wicemistrzostwo kraju. Następnie zrezygnował z wyścigów, koncentrując się na prowadzeniu interesów.
Na początku XXI wieku zakupił Lolę T87/50, dzięki której planował wrócić do wyścigów i zdobyć mistrzostwo Australii. Po odrestaurowaniu samochodu wspólnie z Barrym Lockiem Pingel wystartował w mistrzostwach Queensland, wygrywając je w latach 2003–2004. Pod koniec 2004 roku zakupił Reynarda 95D i zdobył nim trzecie miejsce w Australijskiej Formule 4000 w 2005 roku. W 2006 roku wygrał dziesięć z szesnastu wyścigów i został mistrzem serii.